# Sankt Peter ob Judenburg
Sankt Peter ob Judenburg är en ort och kommun i distriktet Murtal i förbundslandet Steiermark i Österrike.
Kommunen har 1 148 invånare (2024) och består av åtta orter (Ortschaften) (inom parentes invånarantal 1 januari 2024):

- Feistritzgraben (77)
- Furth (78)
- Mitterdorf (29)
- Möschitzgraben (67)
- Pichl (25)
- Rach (15)
- Rothenthurm (502)
- Sankt Peter ob Judenburg (355)